# Baggio Husidić
Adis "Baggio" Hušidić (Velika Kladuša, 19 mei 1987) is een Bosnisch-Amerikaans voetballer die bij voorkeur als middenvelder speelt. Hij verruilde in 2014 Hammarby IF voor Los Angeles Galaxy.

## Clubcarrière
Husidić werd als twintigste gekozen in de MLS SuperDraft 2009 door de Chicago Fire. Op 28 mei 2009 maakte hij als invaller tegen Chivas USA zijn debuut voor Chicago. Op 24 april 2010 maakte hij tegen Houston Dynamo zijn eerste professionele doelpunt. Chicago Fire besloot aan het einde van 2011 zijn contract niet te verlengen en dus nam Husidić deel aan de MLS Re-Entry Draft 2011. Hij werd daarin gekozen door Colorado Rapids maar koos ervoor om daar geen contract te tekenen en tekende vervolgens bij het Zweedse Hammarby IF dat uitkwam op het tweede niveau in Zweden. Na twee seizoenen in Zweden, waarin hij opeenvolgend in vijfentwintig en zestien competitiewedstrijden deelnam, tekende hij op 11 november 2013 bij het Amerikaanse Los Angeles Galaxy. Op 9 maart 2014 maakte hij tegen Real Salt Lake zijn debuut voor Los Angeles. Zijn eerste doelpunt voor de club maakte hij op 7 april tegen Chivas USA.